# Islero
Islero est le taureau de la ganadería Miura qui encorna mortellement le célèbre torero Manolete.

## Présentation
Islero, 495 kg, est le cinquième taureau (le second pour Manolete) de la corrida tenue le 28 août 1947 dans les arènes de Linares, en Andalousie.
Petit taureau aux cornes afeitées et presbyte, ce qui le rend dangereux car ne chargeant pas droit. Manolete réalisant ce défaut, demande à ses hommes de le châtier (piques, banderilles, passes) pour l'épuiser et croit à tort que la bête ne bougerait plus au moment de l'estocade : au moment de porter celle-ci, Manolete laisse sa muleta devant ses jambes mais Islero par un mouvement réflexe lui porte un coup de corne à la cuisse, le soulève, faisant retomber le matador sur sa corne. 
Une légende veut qu'Islero ait essayé à plusieurs reprises d'encorner à nouveau Manolete avant de mourir. 
Islero a donné son nom à la Lamborghini Islero, voiture italienne de grand tourisme, ainsi qu'au programme nucléaire espagnol, le Projet Islero.
En espagnol l’expression « être le taureau qui a tué Manolete » (« ser el toro que mató a Manolete ») indique que de façon exagérée on accuse quelqu’un de tous les malheurs qui arrivent.